# Monarquia constitucional

Monarquies constitucionals amb un monarca cerimonial i no executiu, on un cap de govern diferent dirigeix l'executiu
Monarquies semi-constitucionals amb un monarca cerimonial, però on la reialesa continua tenint un poder executiu o legislatiu significatiu.
Monarquies absolutes on el monarca dirigeix l'executiu

Una monarquia constitucional és una forma de govern monàrquica establerta sota un sistema constitucional que reconeix un monarca electe o hereditari com a cap d'estat. Les monarquies constitucionals modernes sovint implementen el concepte de trias politica o "separació de poders" en què el monarca és el cap de la branca executiva o té només un paper cerimonial o simbòlic, d'acord amb la frase "el rei regna, no governa", que Adolphe Thiers va pronunciar el segle XIX per referir-se a Carles X de França, un monarca absolutista que va aconseguir ser destronat. En les democràcies representatives que són monarquies constitucionals, com ara el Regne Unit i Espanya, el rei és considerat el cap d'estat, però, és el primer ministre o el president del govern, electe democràticament per mitjà de les eleccions directes o indirectes, el cap de govern.
Hi ha 24 països amb monarquies constitucionals que exerceixen la seva autoritat en els límits definits en un marc legal: Andorra, Bahrain, Bèlgica, Bhutan, Brunei, Cambodja, Dinamarca, Espanya, Eswatini, Japó, Jordània, Lesotho, Liechtenstein, Luxemburg, Kuwait, Malàisia, Mònaco, el Marroc, Noruega, Països Baixos, Regne Unit, Suècia, Tailàndia i Tonga. D'aquestes, Cambodja i Malàisia son Monarquia electiva.

## Història
Les monarquies es van transformar durant el segle XIX dels sistemes absolutistes de l'antic règim en formes generals de codificació de constitucional, que delimitaven les esferes d'acció dels ciutadans i dels agents de poder (Rei, Govern, Parlament, tribunals, Partits i Associacions), les formes de representació i, en general, els procediments a través dels quals es constitueixen o es resolen els seus conflictes.

### Monarquia constitucional i absoluta

#### Anglaterra, Escòcia i el Regne Unit
Al Regne d'Anglaterra, la Revolució Gloriosa de 1688 va impulsar la monarquia constitucional, restringida per lleis com la Bill of Rights de 1689 i l'Act of Settlement de 1701, encara que la primera forma de constitució es va promulgar amb la Carta Magna de 1215. mateix temps, a Escòcia, la Convenció dels Estats va promulgar la Llei de Reclamació de Drets de 1689, que imposava límits similars a la monarquia escocesa.
La reina Anna va ser la darrera monarca a vetar una llei del Parlament quan, l'11 de març de 1708, va bloquejar el projecte de llei sobre la milícia escocesa. No obstant això, els monarques hannoverians van continuar dictant selectivament les polítiques governamentals. Per exemple, el rei Jordi III va bloquejar constantment l'emancipació catòlica, cosa que va acabar precipitant la dimissió de William Pitt el Jove com a primer ministre el 1801. La influència del sobirà en l'elecció del primer ministre va anar disminuint gradualment durant aquest període. El rei Guillem IV va ser l'últim monarca que va destituir un primer ministre, quan el 1834 va destituir Lord Melbourne com a conseqüència de l'elecció d'aquest de Lord John Russell com a líder de la Cambra dels Comuns. La reina Victòria va ser la darrera monarca que va exercir un veritable poder personal, però aquest va anar disminuint al llarg del seu regnat. El 1839, es va convertir en l'última sobirana a mantenir en el poder un primer ministre en contra de la voluntat del Parlament, quan la crisi de la Cambra dels Comuns va donar lloc al manteniment de l'administració de Lord Melbourne. Tot i això, al final del seu regnat, no va poder fer res per bloquejar els inacceptables (per a ella) primers ministres de William Gladstone, encara que seguia exercint el seu poder en els nomenaments del Gabinet. Per exemple, el 1886 va vetar l'elecció de Hugh Childers com a secretari de Guerra a favor de Sir Henry Campbell-Bannerman.
En l'actualitat, el paper del monarca britànic és, per convenció, efectivament cerimonial. El Parlament britànic i el Govern -principalment en el càrrec de Primer Ministre del Regne Unit- exerceixen els seus poders en virtut de la "prerrogativa" real (o de la Corona)": en nom del monarca i mitjançant poders que aquest encara posseeix formalment.
Cap persona no pot acceptar un càrrec públic important sense prestar jurament de fidelitat al Rei. Tret de comptades excepcions, el monarca està obligat per convenció constitucional a actuar seguint el consell del Govern.

## Poders
Hi ha almenys dos tipus diferents de monarquies constitucionals al món modern: executiva i cerimonial. A les monarquies executives, el monarca exerceix un poder significatiu (encara que no absolut). La monarquia sota aquest sistema de govern és una poderosa institució política (i social). Per contra, a les monarquies cerimonials, el monarca té poc o cap poder real o influència política directa, tot i que sovint tenen una gran influència social i cultural. Les monarquies constitucionals executives son Bhutan, Bahrain, Jordània, Kuwait, Liechtenstein, Mònaco, Marroc i Tonga.
En el seu sistema de govern, les monarquies constitucionals no difereixen gens de les democràcies parlamentàries, llevat del fet que el cap d'estat no és un càrrec d'elecció popular, sinó hereditari. El funcionament de les institucions governamentals i la separació de poders, sovint és idèntic a les democràcies parlamentaris, i per tant, les monarquies constitucionals en són una categoria. Sol ser habitual en una monarquia constitucional que el monarca gaudeixi de privilegis en funció del seu paper com a màxim representant del país i cap d'estat. Aquests privilegis solen referir-se no només al manteniment econòmic de la família reial i la seva seguretat, sinó també a qüestions d'immunitat jurídica, etcètera, que per afectar un dels principals òrgans de representació de l'estat, solen venir regulats per una constitució o una norma similar de caràcter fonamental en dret.
A més d'actuar com a símbol visible de la unitat nacional, un monarca constitucional pot tenir poders formals com dissoldre el parlament o donar el consentiment reial a la legislació. Tanmateix, l'exercici d'aquests poders ha de ser d'acord estrictament amb principis constitucionals escrits o convencions constitucionals no escrites, en lloc de qualsevol preferència política personal imposada pel sobirà. A The English Constitution, el teòric polític britànic Walter Bagehot va identificar tres drets polítics principals que un monarca constitucional pot exercir lliurement: el dret a ser consultat, el dret a animar i el dret a advertir. No obstant això, moltes monarquies constitucionals encara conserven autoritats importants o influència política, com ara a través de certs poders de reserva i que també poden tenir un paper polític important. En gairebé tots els casos, el monarca continua sent el cap executiu nominal, però està obligat per convenció a actuar segons el consell del Consell de Ministres. Només unes poques monarquies (sobretot Japó i Suècia) han modificat les seves constitucions perquè el monarca ja no sigui ni tan sols el cap executiu nominal.